# アミシャーブ
アミシャーブ（Amishav）は、1975年に設立されたイスラエルの失われた10支族に関する調査機関。アミシャブともいう。

## 概要
アミシャブはイスラエルの失われた10支族（12支族）を捜し求め、世界中の国々を調査している。最高責任者はラビ・エリエフ・アビハイル（Rabbi Eliyahu Avichail）。インドにはマナセ族の子孫ではないかとされる人々がおり、アミシャブ傘下の「ベネイ・マナセ」（Bnei Menashe）という団体が帰還運動を推進しているなど、世界各地で同様の活動を行っている。アミシャブは古代日本と日ユ同祖論に注目しており、アビハイルがすでに日本の各地へ赴き、調査を続けている。
アミシャブと同様の活動をする組織としては、シャーベイ・イスラエル(Shavei Israel、ヘブライ語：שבי ישראל）も存在している。